# Blaž Janc
Blaž Janc (ur. 20 listopada 1996 w Brežicach) – słoweński piłkarz ręczny, prawoskrzydłowy, od 2017 zawodnik Vive Kielce.
Reprezentant Słowenii, brązowy medalista mistrzostw świata (2017). Król strzelców Ligi SEHA i MVP tych rozgrywek w sezonie 2016/2017 w barwach RK Celje.

## Kariera sportowa
W 2012 włączony został do pierwszej drużyny RK Celje. W sezonie 2015/2016 był jego najlepszym strzelcem w rozgrywkach Ligi Mistrzów – w 14 meczach zdobył 67 bramek. W sezonie 2016/2017 ponownie był najskuteczniejszym graczem słoweńskiego zespołu w Lidze Mistrzów (rzucił 77 goli w 13 spotkaniach). W Lidze SEHA zdobył z kolei w sezonie 2016/2017 110 bramek w 16 meczach, zostając królem strzelców tych rozgrywek.
W lipcu 2017 przeszedł do Vive Kielce, z którym podpisał trzyletni kontrakt. W Superlidze zadebiutował 2 września 2017 w wygranym meczu z MKS-em Kalisz (36:20), w którym rzucił sześć goli. W sezonie 2017/2018, w którym rozegrał 33 spotkania i zdobył 134 bramki oraz uzyskał nominację do nagrody dla najlepszego skrzydłowego ligi, zdobył z kielecką drużyną mistrzostwo Polski. Ponadto sięgnął po Puchar Polski, zostając z dorobkiem 31 goli królem strzelców tych rozgrywek. W sezonie 2017/2018 rozegrał także 18 meczów w Lidze Mistrzów, w których rzucił 51 bramek.
W 2012 uczestniczył w mistrzostwach Europy U-18 w Austrii, w których zdobył 20 goli. Podczas mistrzostw Europy U-20 w Austrii w 2014, w których rozegrał siedem meczów i rzucił 46 bramek, został wybrany najlepszym prawym rozgrywającym turnieju. Również w 2014 zdobył złoty medal igrzysk olimpijskich młodzieży (wraz z reprezentacją U-18). W 2015 wraz z kadrą juniorską wywalczył wicemistrzostwo świata U-19 – w turnieju, który odbył się w Rosji, zdobył w dziewięciu meczach 69 bramek, zostając królem strzelców mistrzostw. Wybrany został ponadto najlepszym prawym rozgrywającym turnieju.
W 2016 wraz z reprezentacją Słowenii uczestniczył w igrzyskach olimpijskich w Rio de Janeiro – w sześciu meczach rzucił 28 bramek. W 2017 zdobył brązowy medal mistrzostw świata – w turnieju, który odbył się we Francji, zagrał we wszystkich dziewięciu spotkaniach, w których rzucił 30 goli. W 2018 wziął udział w mistrzostwach Europy w Chorwacji, podczas których wystąpił w sześciu meczach i zdobył 15 bramek.

## Sukcesy
| RK Celje - Mistrzostwo Słowenii: 2013/2014, 2014/2015, 2015/2016, 2016/2017 - Puchar Słowenii: 2012/2013, 2013/2014, 2014/2015, 2015/2016, 2016/2017 - Superpuchar Słowenii: 2014, 2015, 2016 Vive Kielce - Mistrzostwo Polski: 2017/2018 - Puchar Polski: 2017/2018, 2018/2019 Reprezentacja Słowenii - 1. miejsce w igrzyskach olimpijskich młodzieży: 2014 - 2. miejsce w mistrzostwach świata U-19: 2015 - 3. miejsce w mistrzostwach świata: 2017 | Indywidualne - Najlepszy prawy rozgrywający mistrzostw Europy U-20 w Austrii w 2014 - Najlepszy prawy rozgrywający mistrzostw świata U-19 w Rosji w 2015 - Najlepszy prawoskrzydłowy grupy B Ligi Mistrzów w sezonie 2016/2017 (RK Celje) - Najlepszy prawoskrzydłowy Ligi SEHA w sezonie 2016/2017 (RK Celje) - Najlepszy zawodnik Ligi SEHA w sezonie 2016/2017 (RK Celje) - Najlepszy prawoskrzydłowy Ligi Mistrzów w sezonie 2018/2019 w głosowaniu trenerów (Vive Kielce) - Król strzelców mistrzostw świata U-19 w Rosji w 2015 (69 bramek) - Król strzelców Ligi SEHA: 2016/2017 (110 bramek; RK Celje) - Król strzelców Pucharu Polski: 2017/2018 (31 bramek; Vive Kielce) |

## Statystyki w Vive Kielce
| Klub                     | Sezon     | Liga      | Liga | Liga | Liga | Puchar Polski | Puchar Polski | Puchar Polski | Liga Mistrzów | Liga Mistrzów | Liga Mistrzów | Razem | Razem | Razem |
| Klub                     | Sezon     | Liga      | M    | B    | Śr.  | M             | B             | Śr.           | M             | B             | Śr.           | M     | B     | Śr.   |
| ------------------------ | --------- | --------- | ---- | ---- | ---- | ------------- | ------------- | ------------- | ------------- | ------------- | ------------- | ----- | ----- | ----- |
| Vive Kielce              | 2017/2018 | Superliga | 33   | 134  | 4,1  | 5             | 31            | 6,2           | 18            | 51            | 2,8           | 56    | 216   | 3,9   |
| Vive Kielce              | 2018/2019 | Superliga | 24   | 134  | 5,6  | 2             | 10            | 5             | 16            | 59            | 3,7           | 42    | 203   | 4,8   |
| Stan na 22 kwietnia 2019 |           |           |      |      |      |               |               |               |               |               |               |       |       |       |